# Julia Reisingerova
Julia Sussane Reisingerova (Tirschenreuth, 17 d'abril de 1998) és una jugadora de bàsquet txeca, que ocupa la posició de pivot. La temporada 2023-24 va jugar al Familia Schio, mentre que l'anterior va estar al Perfumerias Avenida de Salamanca.
Va iniciar la seva carrera al Karlovy Vary de la lliga txeca. La temporada 2017 va arribar a la Lliga Femenina per incorporar-se al Sant Adrià. L'abril del 2018 va ser el número 35 del draft de la WNBA per Los Angeles Sparks. El mateix any va fitxar per l'Spar Citylift Girona. Aquell any l'Uni Girona va guanyar la lliga i ella va ser MVP de la final 2018-2019. Després de fitxar durant una temporada pel València, on va fer 9,3 punts per partit, el 2020 va tornar al Girona fitxant per dues temporades la mateixa setmana que es va anunciar una reducció pressupostària al club. Ha sigut internacional amb la selecció txeca en categories de formació, aconseguint dos subcampionats d'Europa sub-16 (2013, 2014). Amb la selecció absoluta disputà el Campionat d'Europa de 2021.